# Reaktor (groupe)
Reaktor (« réacteur ») est un groupe de musique électronique allemand formé en 1997 à Sarrebruck.

## Influences
Reaktor s'inspirent des rythmes drum and bass, House music, electro, jazz et funk.

## Membres
- Flo:Pee (de) (guitare basse, chant)
- Tromla (batterie, chant)
- Goldfinger (piano, synthétiseur, chant)